# Демен (струмок)
Демен — струмок в Україні, у Путильському районі Чернівецької області, правий доплив Путилки (басейн Дунаю).

## Опис
Довжина струмка приблизно 4 км. Формується з багатьох безіменних струмків.

## Розташування
Бере початок у селі Селятин. Тече переважно на північний захід і на південно-західній околиці села Плоска впадає у річку Путилку, праву притоку Черемошу.